# Гараєва Алія Нургаянівна
Алія Нургаянівна Гараєва (азерб. Aliyə Nurqayan qızı Qarayeva; нар. 1 січня 1988) — азербайджанська гімнастка, неодноразова призерка чемпіонатів світу та Європи в особистій та командній першості. Завершила спортивну кар'єру у 2012 році.

## Біографія
За національністю — татарка. Її мати, Василина Ахатівна Гараєва, є її тренером. До 2005 року Алія виступала за Росію. Представляє художню гімнастику в індивідуальній та груповій першості. Студентка[джерело?]. Дворазова чемпіонка Азербайджану 2006 року в окремих видах. Бронзова призерка Гран-прі Москви-2007 у багатоборстві і двох окремих видах, 6-е місце у багатоборстві на чемпіонаті Європи-2006 в Москві, переможниця у вправі зі стрічкою і бронзова призерка багатоборства матчевої зустрічі Азербайджан-Росія, третя призерка міжнародних турнірів у Росії, Греції й Італії. У 2006 році зайняла 4-е місце на клубному чемпіонаті світу в Японії. У лютому 2007 года команда Алії Гараєвої стала переможницею туру клубного чемпіонату Італії.

## Спортивні результати
- 2006, Москва, Росія, Чемпіонат Європи: індивідуальне багатоборство — 6 місце, командне багатоборство — 7 місце.
- 2007, Патрас, Греція, Чемпіонат світу: індивідуальне багатоборство — 5 місце (скакалка — 4 місце, обруч — 4 місце, булава — 5 місце, стрічка — 6 місце).
- 2007, Баку, Азербайджан, Чемпіонат Європи: індивідуальне багатоборство (стрічка — 4 місце, обруч — 4 місце, м'яч — 5 місце, скакалка — 8 місце), командне багатоборство — срібло.
- 2008, Пекін, Китай, Літні Олімпійські ігри: індивідуальне багатоборство — 6 місце, командне багатоборство — 7 місце.
- 2009, Ісе, Японія, Чемпіонат світу: індивідуальне багатоборство — срібло (м'яч), командне багатоборство — бронза.
- 2010, Москва, Россия, Чемпіонат світу: індивідуальні вправи — три бронзи (обруч, м'яч, стрічка), командне багатоборство — бронза.
- 2010, Бремен, Німеччина, Чемпіонат Європи, індивідуальне багатоборство — бронза.
- 2011, Монпельє, Франція, Чемпіонат світу: індивідуальне багатоборство — бронза, командне багатоборство — 4 місце.
- 2011, Берлін, Німеччина, фінал Гран-Прі з художньої гімнастики, дві бронзи (обруч, м'яч).
- 2012, Літні Олімпійські ігри, фінал, 4 місце. Завершила спортивну кар'єру.